# Chrysuronia lilliae
El colibrí cienagueo, colibrí ventrizafiro o colibrí cienaguero (Chrysuronia lilliae) es una especie de ave de la familia Trochilidae, endémica del litoral Caribe en el norte de Colombia.

## Descripción
El macho alcanza una longitud entre 8,9 a 9,4 cm y un peso promedio de 4,3 g. Tiene pico recto de 1,8 cm. El pico superior es de color negro, la mandíbula inferior es de color rosado con una punta de color negro. La frente, corona, nuca y dorso son de color verde azulado, la parte inferior de color azul profundo. La garganta es púrpura iridiscente. La cola azul-negra está profundamente bifurcada. 
Las hembras presenta la parte superior de color verde brillante; la cola es verde-negra por la cara anterior y gris por la posterior; el vientre es gris moteado; el pecho y los flancos son azul brillante.

## Hábitat
Vive generalmente solitario en el interior de los bosques de manglares donde anida y se alimenta de insectos y entre matorrales de vegetación xerófila, buscando alimento en especies como el cantagallo. Está amenazado por pérdida de hábitat.